# Ria Thompson
Ria Thompson (* 3. November 1997 in Carlton, Victoria) ist eine australische Ruderin. 2021 wurde sie Olympiadritte im Doppelvierer.

## Sportliche Karriere
Ria Thompson belegte zusammen mit Harriet Hudson den fünften Platz im Doppelzweier bei den U23-Weltmeisterschaften 2018. Im nächsten Jahr siegte Thompson bei den U23-Weltmeisterschaften 2019 im Einer.
Bei der letzten Qualifikationsregatta für die Olympischen Spiele in Tokio, die im Mai 2021 in Luzern ausgetragen wurde, sicherten sich Ria Thompson, Rowena Meredith, Harriet Hudson sowie Caitlin Cronin als Siegerinnen das Olympiaticket. Bei der olympischen Regatta in Tokio belegten die Australierinnen im Vorlauf den vierten Platz und gewannen dann den Hoffnungslauf. Im Finale siegten die Chinesinnen vor den Polinnen und den Australierinnen. Bei den Olympischen Spielen 2024 in Paris belegte der australische Doppelvierer mit Thompson, Meredith, Laura Gourley und Cronin den achten Platz.
Ria Thompson begann beim Melbourne University Boat Club und wechselte studienhalber zum University of Queensland Boat Club.